# Boljun
Boljun, popis 1991; skupaj: 84
Boljun (italijansko Bogliuno) je naselje na Hrvaškem, ki upravno spada pod občino Lupoglav; le-ta pa spada pod Istrsko županijo.
Po popisu iz leta 2001 je v vasi živelo 73 prebivalcev. Na vrhuncu, ki je bil od 15. do 17. stoletja, s svojim sodnikom, županoma in zakoni, pa okoli 130 gospodinjstev.
Znamenitost je Stari kaštel nad Boljunčico, od koder je lep pogled na masiv Učke.

## Demografija
| Pregled števila prebivalcev po letih | Pregled števila prebivalcev po letih | Pregled števila prebivalcev po letih | Pregled števila prebivalcev po letih | Pregled števila prebivalcev po letih | Pregled števila prebivalcev po letih | Pregled števila prebivalcev po letih | Pregled števila prebivalcev po letih | Pregled števila prebivalcev po letih | Pregled števila prebivalcev po letih | Pregled števila prebivalcev po letih | Pregled števila prebivalcev po letih | Pregled števila prebivalcev po letih | Pregled števila prebivalcev po letih | Pregled števila prebivalcev po letih |
| ------------------------------------ | ------------------------------------ | ------------------------------------ | ------------------------------------ | ------------------------------------ | ------------------------------------ | ------------------------------------ | ------------------------------------ | ------------------------------------ | ------------------------------------ | ------------------------------------ | ------------------------------------ | ------------------------------------ | ------------------------------------ | ------------------------------------ |
| 1857                                 | 1869                                 | 1880                                 | 1890                                 | 1900                                 | 1910                                 | 1921                                 | 1931                                 | 1948                                 | 1953                                 | 1961                                 | 1971                                 | 1981                                 | 1991                                 | 2001                                 |
| 759                                  | 785                                  | 538                                  | 461                                  | 448                                  | 426                                  | 723                                  | 708                                  | 316                                  | 193                                  | 170                                  | 123                                  | 106                                  | 84                                   | 73                                   |